# Vodní elektrárna Vuzenica
Vodní elektrárna Vuzenica (zkratkou HE Vuzenica) je jednou z vodních elektráren ve Slovinsku, která leží na řece Dráva, v občinách Vuzenica a Muta v blízkosti samotné vesnice Vuzenica. Provozuje ji společnost Dravske elektrarne Maribor.

## Historie
Stavba vodní elektrárny započala v roce 1947. Do roku 1953 byly částečně dokončeny budovy, takže mohlo být instalováno zařízení. Stavba byla dokončena až v roce 1959. Do elektrárny byly instalovány první turbíny, zhotovené ve Slovinsku, které byly vyrobeny v podniku Litostroj.
Celkový výkon elektrárny je 56 MW a ročně se vyrobí 247 milionů kWh. Pro zajištění výkonu elektrárny byla na řece vytvořena přehradní nádrž s hrází vysokou 13,8 m, která v délce 11,9 km sahá až k přehradě u vodní elektrárny Dravograd a má obsah až 7,1 milionu m³ vody.